# Karl Etlinger
Karl Etlinger född 16 oktober 1879 i Wien, Österrike, död 8 maj 1946 i Berlin, Tyskland, var en tysk skådespelare.

## Filmografi (i urval)
- 1922 - Nosferatu
- 1925 - Den glädjelösa gatan
- 1927 - Familientag im Hause Prellstein
- 1929 - That Murder in Berlin
- 1930 - Liebeswalzer
- 1940 - Eine Kleine Nachtmusik
- 1948 - Eine Alltägliche Geschichte